# Wormelaar
Wormelaar is een historisch gehucht in de Belgische gemeente Zemst, op de oude verbindingsweg tussen Zemst-Laar en Zemst.

## Ligging
Het centrale gedeelte van Wormelaar bevindt zich op het kruispunt van de Larestraat, Kapelstraat, Wormelaarstraat en Grote Parijsstraat. Vooral langs die twee laatst vernoemde straten is er nog wat verdere bebouwing. Het gehucht bevindt zich aan de noordrand van het Wormelaarbos, dat officieel het Dalemansbos noemt. 

## Geschiedenis
Een oude vermelding van het gehucht komt uit een verkoopakte uit 1659 en wordt daar vermeld als Sempst-Wormelaer (zoals de naburige dorpen Zemst-Laar en Zemst-Bos). Ook worden de benamingen Wormelaer onder Sempse en Sempst op Wormelaer  teruggevonden. Op de Ferrariskaarten uit 1777 is te zien dat het gehuchtje toen zo'n negen huizen had. In de vroege 21e eeuw zijn dit er een twintigtal.

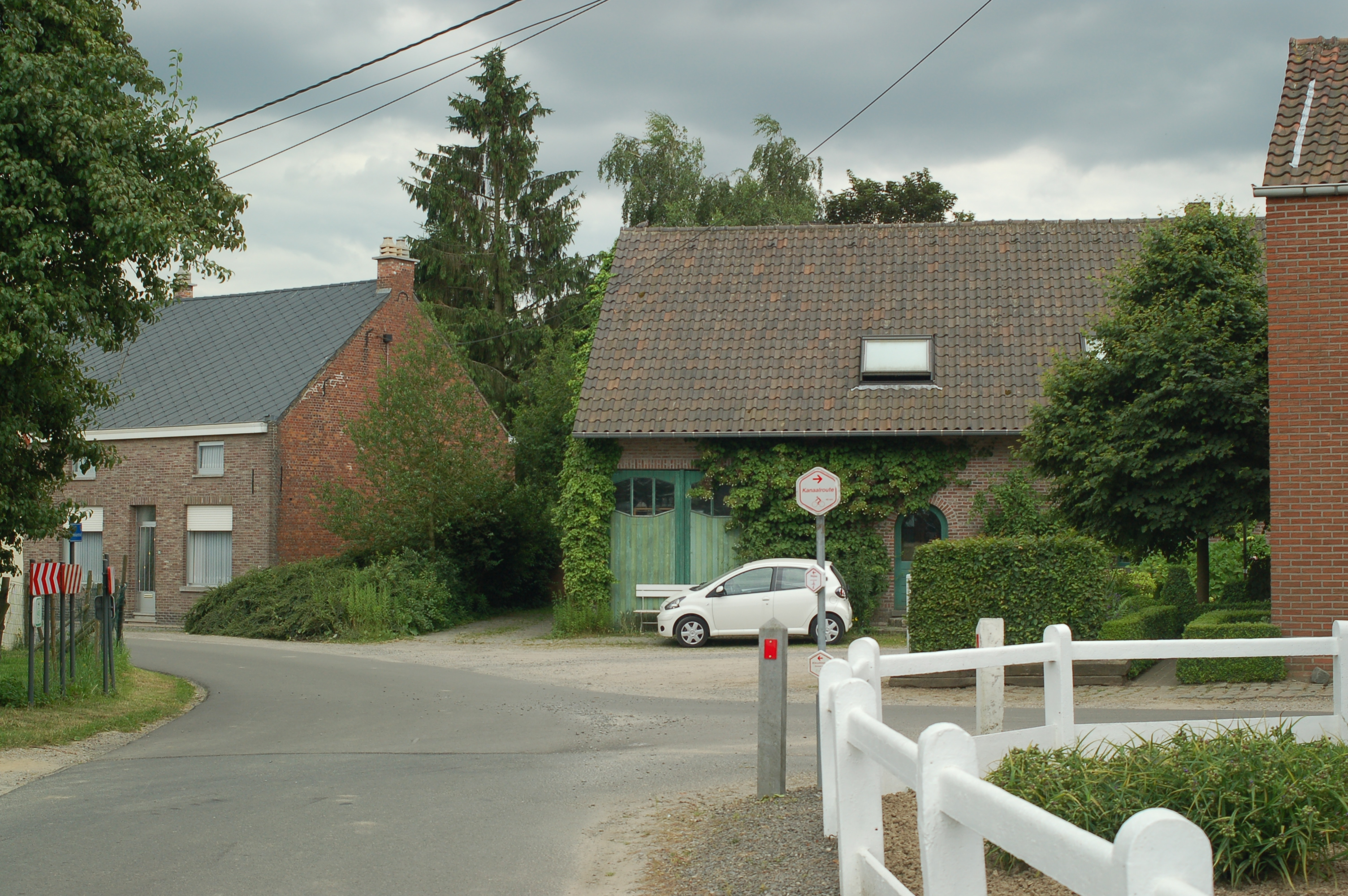
Het centrale kruispunt van Wormelaar

Deelgemeenten: Elewijt · Eppegem · Hofstade · Weerde · Zemst

Overige dorpen en gehuchten: De Brug · Kleempoel · Werfheide · Wormelaar · Zemst-Bos · Zemst-Laar · Zwartland

Belgische gemeenten · Arrondissement Halle-Vilvoorde · Vlaams-Brabant · Vlaanderen